# Zarza de Tajo (kommun)
Zarza de Tajo är en kommun i Spanien.   Den ligger i provinsen Provincia de Cuenca och regionen Kastilien-La Mancha, i den centrala delen av landet, 70 km sydost om huvudstaden Madrid. Antalet invånare är 327.